# Hebius pealii
Espèce
Synonymes
- Tropidonotus pealii Sclater, 1891
- Amphiesma pealii (Sclater, 1891)

Hebius pealii est une espèce de serpents de la famille des Natricidae. 

## Répartition
Cette espèce est endémique de l’État d'Assam en Inde.

## Description
L'holotype de Amphiesma pealii mesure 51 cm dont 7 cm pour la queue.

## Étymologie
Cette espèce est nommée en l'honneur de S. E. Peal qui a collecté l'holotype.

## Publication originale
- Sclater, 1891 : Notes on the Collection of Snakes in the Indian Museum with descriptions of several new species. Journal of the Asiatic Society of Bengal, vol. 60, p. 230-250 (texte intégral).